# 大阪モーターショー
大阪モーターショー（おおさかモーターショー）は、東京モーターショーが開催される年度に、大阪府大阪市で開催されているモーターショー。OMSや大モなどと略される。
1999年（平成11年）に第1回が開催され、日本国内では東京、名古屋、仙台に次いで4番目に歴史が長い。

## 概要
西日本最大のモーターショーで、1999年に第1回が開催されて以来2年ごとに開かれている。第1回と第2回（2001年）は大阪輸入車ショーとの共同開催だったが、2003年の第3回からはモーターショーに一本化されている。2007年度は11月30日（金）～12月3日（月）に開催され、過去最高の37万2542人が入場した。なお、2005年度の来場者数は33万730人、2009年度は22万4767人、2019年度は24万8119人であった。
かつては1980年のほぼ同じ時期に、「大阪国際オートショー」が単発で開催された。これはトヨタ自動車が当時のプロトタイプ車「EX-8（後の初代ソアラ）」のお披露目のために開催されたと言われている。
テレビ大阪が実行委員会に関与しており、同局主催の関連イベントも行われることがある。
2021年度は新型コロナウイルス感染症流行の影響により、1999年の開始以来初の開催見送りとなった。その後2023年度に東京モーターショーが『ジャパンモビリティショー』と改めて再スタートし、他地域も相次いでモビリティショーへの改称が行われたが、大阪はそれに伴う名称変更を行うことなく同年12月8日（金）～11日（月）に第12回目を開催。総入場者数は2019年度を上回る25万667人となった。
なお、2023年開催分の英文表記は「OSAKA MOBILITY SHOW 2023」だったが、2025年開催分（第13回・12月5日 - 7日予定）は「Japan Mobility Show Kansai 2025」となっている。

## ナビメイト
大阪モーターショーの案内役も兼ねたイメージガールユニット。毎回3人の女性が選ばれるが、2001年の導入時と2023年は4人、2019年は過去最少の2人となった。
- 2001年（第2回）：吉田沙恵子、松下真弓、井坂絵美、恵以
- 2003年（第3回）：志幸千佳、能勢恵利子、神田智佳
- 2005年（第4回）：石井寛子、映見内咲、高見真由子
- 2007年（第5回）：河原さゆり、永田美穂（現：ながせみほ）、池田レイナ
- 2009年（第6回）：藤村えみり、木島さやか、仲川蘭
- 2012年（第7回・1月20日 - 23日）：藤川祐依、青山友美、今村仁美
- 2013年（第8回・12月20日 - 23日）：永井礼佳、西岡都、二村祥絵
- 2015年（第9回・12月4日 - 7日）：涼野はるか、松井りお、葵木なつみ
- 2017年（第10回・12月8日 - 11日）：大平麻未、神崎まなみ、益田あゆみ
- 2019年（第11回・12月6日 - 9日）：古河真奈、美波沙枝
- 2023年（第12回・12月8日 - 11日）：栗岡里菜、長坂有紗、藤森マリナ、雪乃ねね[4]

## 主な出展社

### 自動車
- スズキ
- ダイハツ工業
- トヨタ自動車
- 日産自動車
- 富士重工業
- 本田技研工業
- マツダ
- 光岡自動車
- 三菱自動車工業
- アウディ
- シトロエン
- ダイムラー
- BMW
- フィアット
- プジョー
- フォルクスワーゲン
- ボルボ
- ランドローバー
- ルノー
など129社・団体（2003年度(第3回)実績）